# Herghelia
Herghelia – wieś w Rumunii, w okręgu Marusza, w gminie Ceuașu de Câmpie. W 2011 roku liczyła 377 mieszkańców.